# Bracon pelliger
Bracon pelliger är en stekelart som beskrevs av Vladimir Ivanovich Tobias 1961. Bracon pelliger ingår i släktet Bracon och familjen bracksteklar. Inga underarter finns listade.